# Piratbyrån
Piratbyrån ("Escritório ou Secretaria Pirata") é uma organização Sueca (ou uma Usina de ideias) estabelecida com o intuito de apoiar pessoas que fazem oposição as idéias atuais sobre propriedade intelectual - compartilhando livremente informação e cultura. O Piratbyrån deseja trazer um novo ponto de vista sobre a disseminação da informação que contraria certos grupos de interesse. 
Em 2005 o Piratbyrån lançou uma antologia intitulada Copy Me (Me Copie) contendo textos selecionados e anteriormente disponíveis em seu website. Membros do Piratbyrån têm participado em debates em rádio e televisão Suécas e recentemente também tem oferecido diversos seminários em outros países Europeus, como no Chaos Communication Congress (Congresso da Comunicação do Caos) em Berlim em 2005. 
As atividades do Piratbyrån podem ter mudado ao longo dos anos, parcialmente devido a chegada do Partido Pirata no cenário político da Suécia. Na Walpurgis Night 2007, o Piratbyrån queimou o mesmo livro antologia em um ritual-performance, declarando: 
O debate sobre compartilhamento de arquivos esta aqui enterrado. Quando falamos sobre 	compartilhamento de arquivos de agora em diante significará apenas um dos muitos métodos de copiar. Nós falaremos sobre maneiras melhores e piores de indexar arquivos e copiar dados, não mais sobre se copiar é certo ou errado. O inverno esta escorrendo montanha abaixo. Abra o caminho para a primavera![2] 
Jonas Andersson, um pesquisador Sueco especializado em política de compartilhamento de arquivo, deu a sua breve definição em Outubro de 2009: 
Piratbyrån esta totalmente separado do Partido Pirata; é mais próximo de um coletivo de idéias, um website, uma estufa filosófica ou uma guia FAQ para a digitalização.[3] 
A agência patrocinada pela MPAA, Svenska Antipiratbyrån (Agência Sueca Anti-Pirataria), dedicada a luta contra a pirataria de materiais com direito autoral, foi formada em 2001, antes do Piratbyrån. Piratbyrån comicamente copiou o nome dos seus oponentes, removendo o prefixo "anti"[4] 
Em Junho de 2010 o grupo foi dissolvido após a morte de Ibi Kopimi Botani[4] 

## Auto-definição
Em 2008 o Piratbyrån publicou um relatório intitulado Piratbyrån - Atividades do Escritório Pirata 2007 que começa com a seguinte descrição da organização: 
"O Piratbyrån não é uma organização, pelo menos não primariamente. Antes de tudo, o Piratbyrån é desde o seu início em 2003 um diálogo permanente. Nós refletimos sobre questões referentes a cópia, estrutura da informação e cultura digital. Dentro do grupo, usando nossas diferentes experiências e habilidades, e também diariamente com outras pessoas. Esse diálogo frequentemente gera diferentes tipos de atividade" [5] 
O Piratbyrån recebeu um prêmio de distinção no Prix Ars Electronica em 2009 [6] [7] A declaração dos jurados disse: 
"Nos últimos seis anos o Piratbyrån tem sido capaz de criar um espaço discursivo que habilita indivíduos e atores coletivos a serem ouvidos, e significativamente expande o gama de opiniões que alcançam o debate público sobre direitos autorais. Para avançar nesse diálogo, eles tem usado uma grande gama de técnicas, inovadoras, experimentais e muitas vezes cômicas - como também meios tradicionais como discussões públicas, entrevistas e publicação. O resultado desse debate tem sido multi-facetado tocando o tecnológico (The Pirate Bay) ao artístico (turnê de ônibus pela Europa para o Manifest 08) ao político (Partido Pirata). Com recursos muito limitados, o Piratbyrån conseguiu galvanizar um movimento político que já tem moldado o desenvolvimento da cultura digital e das políticas públicas na Suécia e por toda Europa, avançando os limites do que é possível. Piratbyrån almeja nada menos do que fundamentalmente questionar as mais básicas categorias - ex. distinção entre produtor e consumidor - a partir do qual compreendemos cultura para poder investigar se e como elas se aplicam a condição digital. Piratbyrån não alega poder oferecer uma solução para esse assunto extremamente complexo; questiona porém a suposição de que o direito autoral oferece um solução de tamanho único para a produção cultural, que agora precisa ser trocada por uma outra solução unificada. Tudo isso tem sido feito com muita dedicação e sob um risco pessoal considerável, mesmo assim eles nunca se esqueceram que o humor e a ironia são as armas mais fortes disponíveis para os produtores culturais.

## BitTorrent tracker
Membros do Piratbyrån fundaram o tracker de BitTorrent The Pirate Bay em 2003 como um site de língua sueca. O The Pirate Bay agora opera independente do Piratbyrån, apesar de que alguns membros do site também sejam ativos no Piratbyrån [9][10] 

### Batida Policial
Na manhã de 31 de Maio de 2006, os servidores do The Pirate Bay e os servidores do Piratbyrån foram confiscados em uma incursão da polícia sueca. O confisco foi parte de uma investigação de possíveis atividades ilegais por parte do The Pirate Bay. O Piratbyrån e o AntiPiratbyrån criaram blogs de notícias temporários durante a investigação [11][12]

## Atividades
No seu relatório de atividades de 2007, publicado em 2008, o Piratbyrån lista todas as suas atividades no ano the 2007. Algumas incluem palestras em universidades e conferências, publicação de relatórios, participação em projetos de arte e de pesquisa, uma entrevista com o Vanity Fair em Fevereiro de 2007, participação no planejamento da Confêrencia do Petróleo do Século XXI (The Oil of the 21st Century) em Berlin, apresentações na Festa de Computadores da Noruega (The Gathering), entrevistas para a mídia relatando a incursão nos servidores do The Pirtate Bay, inauguração de uma loja online para vender roupas do Kopimi Klothing, participação na organização de protestos que marcaram o aniversário de um ano da batida policial no The Pirate Bay, participação no festival BELEF07 em Belgrado (Sérvia) e participação na organização do evento "Quem faz e possui o seu trabalho" (Who Makes And Owns Your Work) em Estocolmo.[5] 
Em março de 2007 membros do Piratbyrån foram convidados a uma reunião com o grupo executivo do Instituto de Filmes Sueco, para compartilhar suas perspectivas sobre filme e cópia. De acordo com o Piratbyrån "Os lideres ouviram com interesse - para meses depois lançar uma nova campanha anti pirataria". No mesmo mês o Piratbyrån colaborou com o grupo norueguês Piratgruppen, lançando a contra-campanha "Pirataria liberta a música" (Promovido pela The Pirate Bay), em resposta a "Pirataria mata a música" campanha antipirata da indústria fonográfica da Noruega [5]. 
Em 2007 membros do Piratbyrån também ajudaram a produzir o filme Steal This Film (Roube esse filme), que inclui entrevistas com membros do Piratbyrån que foi lançado em dezembro de 2007. [5]

## Atividades em 2009
O Piratbyrån organizou também uma intervenção teatral no julgamento do processo do The Pirate Bay em Estocolmo, no começo de 2009 
Instalaram a Embaixada da Pirataria - no primeiro pavilhão da Internet na Bienal de Veneza.[14] 
No Prix Ars Electronica o Piratbyrån recebeu o "prêmio de distinção" incluindo um prêmio em dinheiro de 5.000 euros na categoria  "comunidade digital" [6][7] 

## Kopimi
O Piratbyrån propoem e publica a maioria dos seus trabalhos com uma licença autoral chamada Kopimi (pronunciado e as vezes soletrado "copy me") Projetado para ser o oposto de copyright, o aviso Kopimi especificamente encoraja o trabalho a ser copiado - para qualquer propósito, comercial ou não comercial. O Kopimi é similar a licença CC0 criada pela Creative Commons, porém o Kopimi adiciona o imperativo positivo para que outros copiem. 
A página Kopimi contem varias versões do logo Kopimi, e explica que o logo é um símbolo que mostra que o trabalho permite a cópia. Kopimi pode ser postado em páginas e blogs, em livros, em software e encartes de música, entre outros 
O conceito Kopimi e o logo foram criados por Ibi Kopimi Botani (Ibrahim Botani) em 2005. "Alguns de vocês podem ter notado que o pequeno símbolo no final da página, a pirâmide. É um símbolo chamado Kopimi (Copie-me) que foi elaborado por um antigo amigo nosso, o artista Ibi Botani". O site da Kopimi não contém termos ou texto legal. A The Open Source Initiative, Free Software Foundation ou qualquer outra organização dentro do movimento open-source, não lista Kopimi como uma licença aprovada. 

### Copie
Inspirado pelo Kopimi, o Partido Pirata brasileiro criou sua própria versão do conceito chamado Copie, que brinca com a palavra "Copy" da língua inglesa e o português "co-pie" ou pie junto. O logo mostra 5 passarinhos piando juntos.

## Ligacões Externas
- Piratbyrån Official Site
- Piratgruppen.org - Danish sister organization
- Art Liberated - Another project from Piratbyrån, highlighting remix culture and opposing censorship of art.
- Slashdot on Piratbyrån's May Day Demonstration 2004
- Press release about Piratbyrån's May Day Demonstration 2005
- The Grey Commons, strategic considerations in the copyfight Text by Piratbyrån's Palle Torsson and Rasmus Fleischer, presenting the activities of 2005.
- The Pirate Bay and Piratbyrån taken down by Police
- Between artworks and networks: Navigating through the crisis of copyright Theoretical lecture by Piratbyrån's Rasmus Fleischer.
- Presentation of Piratbyrån by Magnus Eriksson, from the Bzoom festival in Brno, October 2006.